# True Love-涙にぬれて-
『True Love-涙にぬれて-』（トゥルーラブ なみだにぬれて）は、日本のロックバンド、PERSONZの7枚目のシングルである。本作は、PERSONZのギタリスト、本田毅が脱退する直前のシングルにあたる。アルバムとしては、1991年12月に発売されたアルバム『MOVE』が最後になる。この『MOVE』には、このシングルに収録された2曲が両方とも収録されている。なお本田は、2002年に再びメンバーに復帰する。

## 収録曲
1. True Love-涙にぬれて-
（作詞：JILL / 作曲：渡邉貢 / 編曲：PERSONZ）
2. MY VALENTINE
（作詞：JILL / 作曲：本田毅 / 編曲：PERSONZ）

## 品番
CDS: TEDN-44